# Johanna Skalski
Johanna Skalski (* 28. April 1977 in Ruda Śląska, Polen) ist eine polnisch-deutsche Politikerin (SPD) und war vom 6. Januar bis zum 6. Juni 2017 Abgeordnete im Landtag von Schleswig-Holstein.

## Leben und Beruf
Im oberschlesischen Ruda geboren, kam Skalski im vierten Lebensjahr nach Elmshorn, wo sie zunächst die Grundschule in Langelohe und ab 1987 das Bismarck-Gymnasium besuchte. Nach bestandenem Abitur verließ sie 1996 die Stadt und studierte an der Universität Bayreuth Rechtswissenschaft. 2003 schloss sie das Studium mit dem 1. Staatsexamen ab und absolvierte von 2004 bis 2006 das Referendariat am Schleswig-Holsteinischen Oberlandesgericht, u. a. mit einer Station bei einem US-amerikanischen Schadensversicherer in Chicago. Nach dem 2. Staatsexamen machte sich Skalski 2007 mit einer eigenen Kanzlei in den Schwerpunkten Steuer- und Arbeitsrecht in Elmshorn selbständig. 

## Politische Ehrenämter
2009 kandidierte Skalsi, obwohl zu diesem Zeitpunkt Mitglied der FDP, auf Vorschlag der SPD-Fraktion für das Amt des Bürgermeisters in Quickborn, musste sich aber in der Stichwahl am 6. Juni 2010 dem Amtsinhaber Thomas Köppl mit nur 19 Stimmen Rückstand geschlagen geben. 
Im August 2011 wechselte sie die Partei und trat in die SPD ein. Bei den Kommunalwahlen in Schleswig-Holstein 2013 wurde sie in das Stadtverordnetenkollegium von Elmshorn gewählt und ist dort Mitglied im Ausschuss für Stadtentwicklung und Umwelt.
Sie ist Mitglied im Beirat der Bahnhofsmission Elmshorn, Mitglied im Aufsichtsrat des Diakonischen Werkes Rantzau-Münsterdorf gGmbH und im Aufsichtsrat des Ev.-Luth. Kita-Werks Rantzau-Münsterdorf gGmbH.

## Abgeordnete
Bei der Landtagswahl in Schleswig-Holstein 2012 trat sie als SPD-Kandidatin für den Landtagswahlkreis Pinneberg-Nord an, musste sich aber mit 31,5 % der Stimmen dem Abgeordneten Peter Lehnert (CDU) geschlagen geben und zog auch über den SPD-Listenplatz 24 zunächst nicht in den Landtag ein. Am 6. Januar 2017 rückte sie aber für Lars Winter in den Landtag nach, der 2016 zum Bürgermeister von Plön gewählt worden war und auf sein Mandat verzichtete. Sie war dort Mitglied des Innen- und Rechtsausschusses und des Petitionsausschusses. Für die Landtagswahl in Schleswig-Holstein 2017 war Skalski bereits 2016 in der internen SPD-Kandidatenauswahl einem anderen Kandidaten unterlegen, so dass sie mit Zusammentritt des neuen Landtages am 6. Juni 2017 ausschied. 